# Rio Korana
O rio Korana  é um rio na Croácia central e na Bósnia e Herzegovina. O rio tem um comprimento total de 138,6 km  e uma bacia hidrográfica de 2301,5 km2. É afluente do rio Kupa, que por sua vez é afluente do rio Sava.
O nome do rio provém do protoindo-europeu *karr-, "rocha". Foi grafado no século XIII como Coranna e Corona.
O Korana nasce nas partes orientais da região de Lika, cria os mundialmente famosos Lagos de Plitvice, património mundial da UNESCO. A jusante dos lagos de Plitvice, o rio Korana forma uma fronteira de 25 km entre a Croácia e a Bósnia e Herzegovina perto de Cazin. De lá, flui para norte através da Croácia, onde finalmente chega ao rio Kupa em Karlovac.
O solo da região do karst através do qual este rio flui é constituído por calcário. Sob certas condições físicas e químicas, o rio está constantemente a criar novos solos a partir de plantas.
O rio Slunjčica desagua no Korana em Rastoke/Slunj, e o rio Mrežnica desagua no Korana em Karlovac.
Na Korana existem conjuntos de moluscos ricos compostos por 33 espécies.